# Yang (sobrenome)
Yang é um sobrenome de família na China. 楊 / 杨. É o sexto sobrenome mais usado no país.
A comunidade Yang foi fundada por Boqiao, filho do duque Wu de Jin durante a primavera no período de  Ji (姬). Ji é o sobrenome da família real durante a dinastia Zhou (VIII - V a.C.), que foi findado no reino Yang.
Yang também pode ser a tradução fonética de um nome muito raro na família chinesa 羊, e de outro sobrenome pronunciado Yang (揚), escrito a "mão" ao invés do uso da "madeira". Os dois nomes foram usados alternadamente nos tempos antigos, simbolizando a cabra e a ovelha, respectivamente.

## Caracteres
Yang é a transliteração do caractere 楊 (Chinês simplificado: 杨). Algumas vezes também pode siginificar um tipo de álamo. O caractere tem como base a madeira na esquerda e o caractere yi/yang (昜) na direita, indicando sua pronúncia.
Yang  também pode ser a tradução fonética de outros sobrenomes chineses. Isso inclui 阳, o caractere símbolo do sol; o raríssimo nome de família 羊, que é o caractere para cabras ou ovelhas; ou outros caracteres com pronúncia "Yang", independentemente do tom, tais como 仰 ou 養.